# Adiantum abscissum
Adiantum abscissum är en kantbräkenväxtart som beskrevs av Heinrich Adolph Schrader. Adiantum abscissum ingår i släktet Adiantum och familjen Pteridaceae. Inga underarter finns listade.